# Caecum johnsoni
Caecum johnsoni är en snäckart som beskrevs av Winkley 1908. Caecum johnsoni ingår i släktet Caecum och familjen Caecidae. Inga underarter finns listade i Catalogue of Life.